# Torre de la Carrova
La Torre de la Carrova és una torre del municipi d'Amposta declarada bé cultural d'interès nacional.

## Descripció
Construcció de planta rectangular (16 m per 12 m), d'uns 17 m d'alçada, incloent-hi els merlets. Exteriorment, té aspecte de fortalesa, amb els murs bastits a base de carreus de pedra lligats amb morter. La porta d'accés, descentrada, així com una finestra d'arc de mig punt adovellada i una de rectangular, s'obren al mur est. Destaquen també la finestra geminada, de tradició romànica, del costat nord, i una de semblant a la banda oposada. La resta són obertures posteriors, que no han fet més que contribuir a la degradació del conjunt.
En el nivell superior es conserven parcialment els merlets i matacans, dels quals hi ha restes en tres dels angles: han desaparegut el del vèrtex sud-est i els del centre de cadascun dels murs, que protegien les obertures. Aquests matacans tenen forma de túmul amb la base foradada. A l'interior, els sostres són en forma de pesants voltes de canó, esfondrades en algun sector, la pressió de les quals ha estovat els murs perimetrals donant lloc a clivelles considerables que amenacen l'estabilitat de l'edifici.

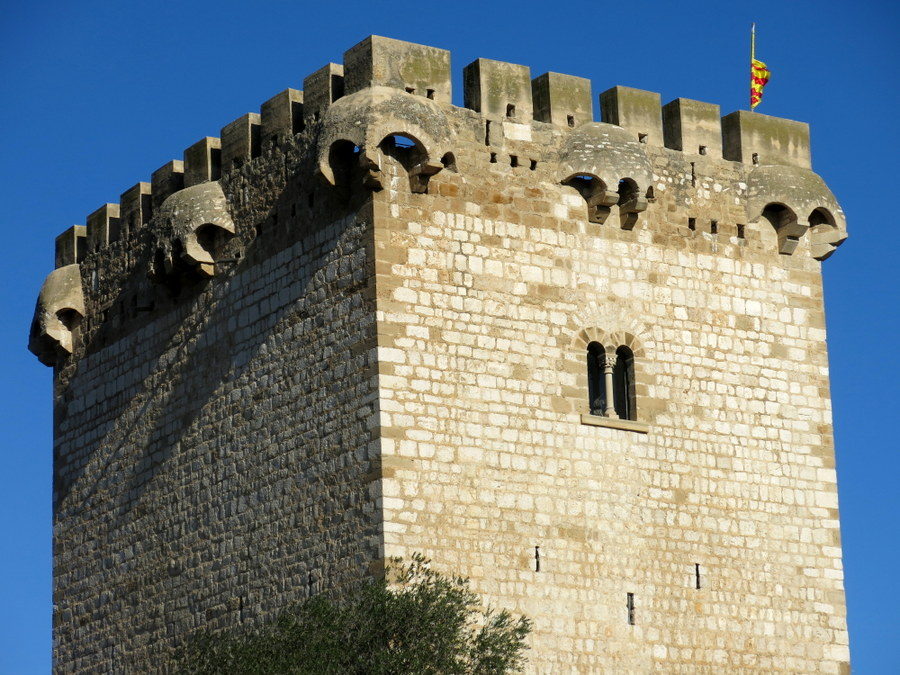
Matacans en forma de túmul amb la base foradada (gener 2016)

Pel que fa a la distribució de les plantes, consta de tres nivells i terrassa superior.
La planta baixa és una estança rectangular, actualment dividida en dos cossos degut a la construcció posterior d'una escala d'accés al primer pis. El sector original conservat és cobert amb una volta apuntada de carreus. Era utilitzat com a cavallerissa. El primer pis, on es conserva la porta original d'accés des de l'exterior, és una estança coberta amb embigat de fusta i revoltons. Conserva una llar de foc (fumerol) amb campana i un forn de pa en bon estat de conservació. El segon pis, o planta noble, és una sala coberta amb volta apuntada de carreus.
L'escala que comunica la planta i els dos pisos és nova. En el sostre de la planta baixa es conserva encara la trapa original d'accés. La comunicació entre la segona planta i el terrat es realitza mitjançant una escala nova de ferro.

## Història

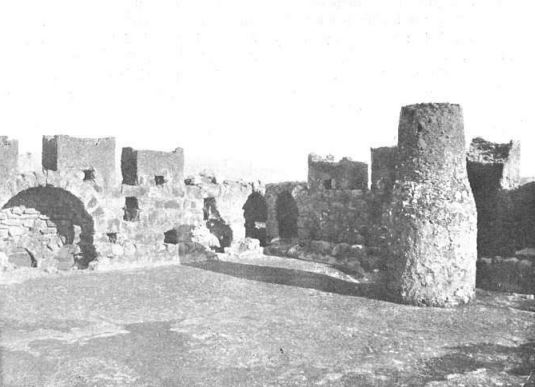
Terrat de la torre al 1905

Les terres situades al voltant de l'eix fluvial de l'Ebre es caracteritzen per la presència d'un complex sistema de línies de defensa format per torres-fortalesa, bastides principalment al llarg de l'edat mitjana i moderna, i que s'escampen tant per les dues ribes com pel litoral marítim situat entre el coll de Balaguer i Alcanar.
La torre de la Carrova forma part d'aquesta línia de fortificacions. Exercia junt amb la veïna torre de Campredó, situada a l'altra banda de l'Ebre, control directe sobre el riu, en un sector estratègic ocupat antigament per l'estuari. De totes les torres conservades és la que es manté més ben bastida.
El sector on se situa és ric en troballes arqueològiques preromanes, i hom creu que la mateixa base de la torre pertany a una edificació anterior a la conquesta de Tortosa (1148). L'obra actual correspon al segle xiii, segons es deriva de l'estructura. No en tenim, però, cap referència documental fins al 1313, en comprar-la Arnau de Pont junt amb les terres i el molí que en depenien. Més tard, va ser adquirida pel monestir cistercenc de Benifassà, els abats del qual hi residiren temporalment. Es van realitzar sota el seu domini diverses reformes, com l'obertura de la porta de la planta baixa el 1562. Amb la desamortització va passar a mans de particulars. Tradicionalment, ha aglutinat al seu voltant un nucli de població petit, no estructurat en municipi, que constava de 22 habitatges el 1981.
La torre, actualment propietat de l'Ajuntament d'Amposta, fou acuradament restaurada als anys 90 del segle xx. Des de llavors és gestionada pel Museu Comarcal del Montsià i forma part dels equipaments patrimonials associats al museu i element central de divulgació cultural de l'evolució de la xarxa de torres de l'Ebre.